# Nina Milja Hoffmann
Nina Milja Hoffmann (* 6. April 1948 in Jugoslawien; † 13. August 2024) war eine jugoslawisch-deutsche Künstlerin.

## Leben
Nina Hoffmann goss Ende 1970 und Anfang 1980 in ihren Performances flüssigen Wachs auf ihren Körper. Dieses empfindliche Material verwendete sie auch für ihre Gemälde, die sie in der Technik der Enkaustik auf Leinwand malte.
1989 erhielt Hoffmann den Förderpreis der Landeshauptstadt München und 1990 ein Stipendium der Stiftung Kunstfonds Bonn. Ab 1992 arbeitete sie in Berlin als Künstlerin.

## Werke
Einige bekannte Bilder sind:
- Rote Mütze, (2005)
- Jantje, (2005)
- Oliver, (2002)
- Kardinalette Rot, (2006)